# Le Rouet d'Omphale
Le Rouet d'Omphale, op. 31, est un poème symphonique en la majeur de Camille Saint-Saëns datant de 1869.

## Histoire
Omphale, reine de Lydie, avait épousé Héraclès et, tandis qu'elle s'était emparée de sa peau de lion et de sa massue, le héros, habillé en femme, travaillait à des ouvrages de laine. Saint-Saëns fait de l'anecdote le sujet d'un de ses quatre poèmes symphoniques, les premiers du genre en France.
Le Rouet d'Omphale est aussi le titre d'un poème de Victor Hugo, dans Les Contemplations (II.3). Il pourrait avoir inspiré Saint-Saens, puisqu'ils comportent le même anachronisme : le rouet était inconnu des anciens.

## Structure
L'œuvre se compose d'un seul mouvement.

## Analyse
La scène représente Héraclès, filant aux pieds d'Omphale. Le ronronnement du rouet met un d'ostinato, d'une légèreté diaphane, au thème de la passion d'Hercule, chaleureux et amer à la fois. C'est ce même motif qui personnifie Omphale, mais avec un rythme modifié, et chanté avec raillerie.
Le philosophe et musicologue Vladimir Jankélévitch rapproche volontiers les poèmes symphoniques de Saint-Saëns et ceux de Liszt, Orphée ou Prométhée, pour leur « humanisme. En fait l'humain, c'est à la fois l'archange terrassant le dragon et Apollon terrassant le serpent Python, saint Georges, comme dans le tableau de Raphaël, et le chevalier Bellérophon, et le robuste Héraclès ; les monstres domptés, les routes purgées de leurs brigands, les forêts de leurs géants et les mers de leurs pirates, l'inhumain partout demandant grâce ».